# Pierrick Fédrigo

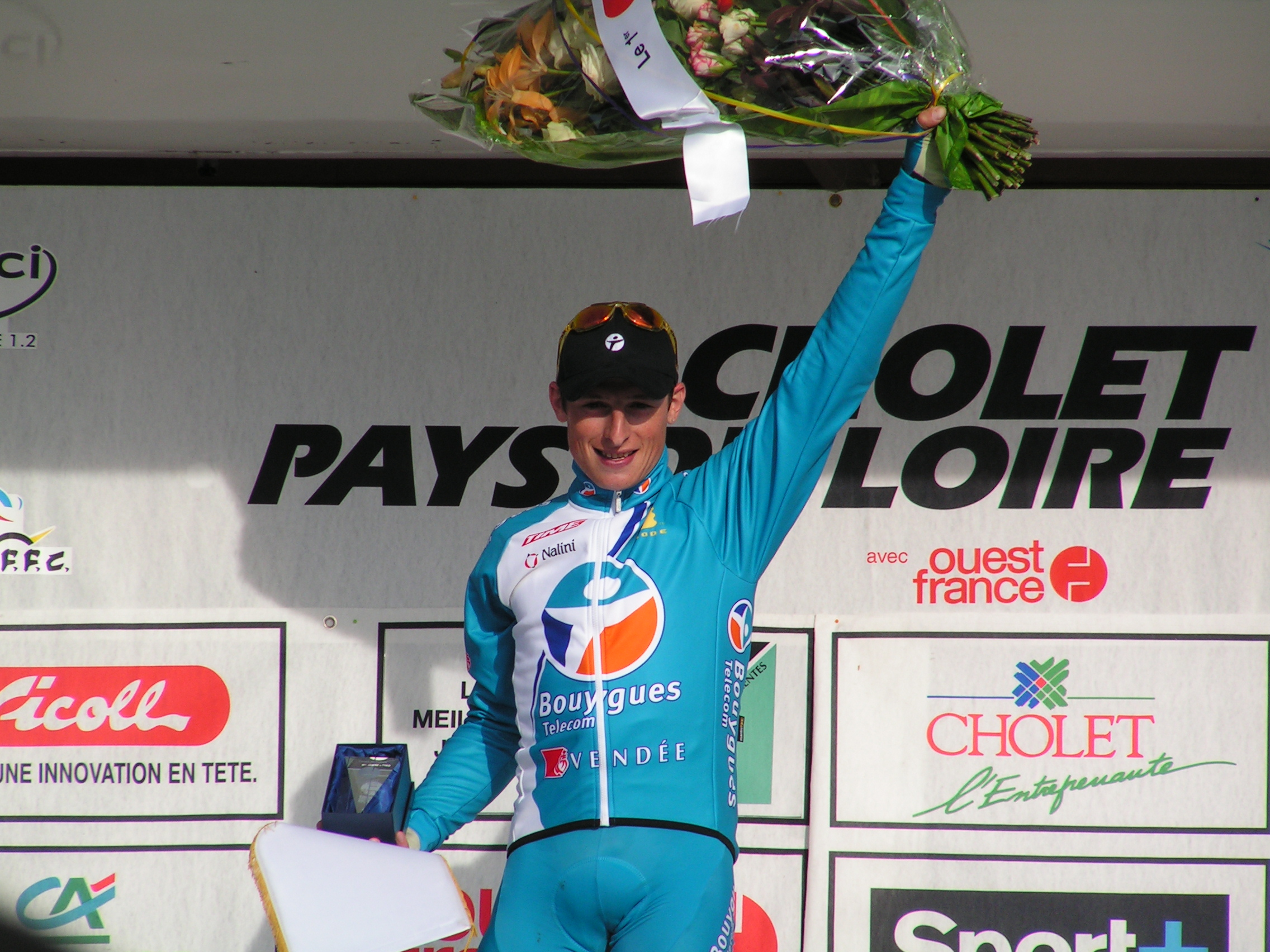
Pierrick Fedrigo zegeviert in de Grote Prijs van Cholet-Pays de Loire 2005

Pierrick Fédrigo, bijgenaamd le nez de Marmande of de Neus van Marmande  (Marmande, 30 november 1978), is een Frans voormalig wielrenner.
Fédrigo werd in 2005 Frans kampioen op de weg en won in totaal vier etappes in de Ronde van Frankrijk.

## Belangrijkste overwinningen
2002
- 4e etappe Ronde van de Limousin
- 3e etappe Parijs-Corrèze

2003
- 6e etappe Ronde van de Toekomst

2004
- 2e etappe Ronde van de Limousin
- Eindklassement Ronde van de Limousin

2005
- Frans kampioen op de weg, Elite
- Eindklassement Vierdaagse van Duinkerke
- Grote Prijs van Cholet-Pays de Loire

2006
- 4e etappe Vierdaagse van Duinkerke
- 14e etappe Ronde van Frankrijk

2007
- Eindklassement Ronde van de Limousin

2008
- 3e etappe Ronde van Catalonië
- 4e etappe Vierdaagse van Duinkerke
- GP Ouest France-Plouay

2009
- 5e etappe Vierdaagse van Duinkerke
- 6e etappe en Bergklassement Critérium du Dauphiné Libéré
- 9e etappe Ronde van Frankrijk

2010
- 1e etappe Internationaal Wegcriterium
- Eindklassement Internationaal Wegcriterium
- 16e etappe Ronde van Frankrijk

2012
- 3e etappe Internationaal Wegcriterium
- 15e etappe Ronde van Frankrijk

2013
- Parijs-Camembert

2015
- Grote Prijs van Cholet-Pays de Loire

## Resultaten in voornaamste wedstrijden
| Jaar | Ronde van Italië | Ronde van Frankrijk | Ronde van Spanje |
| ---- | ---------------- | ------------------- | ---------------- |
| 2000 |                  |                     |                  |
| 2001 |                  |                     |                  |
| 2002 |                  |                     |                  |
| 2003 |                  | opgave              |                  |
| 2004 |                  | 76e                 |                  |
| 2005 |                  | 46e                 | buiten tijd      |
| 2006 |                  | 28e (1)             |                  |
| 2007 |                  | 84e                 |                  |
| 2008 |                  | 32e                 |                  |
| 2009 |                  | 56e (1)             | opgave           |
| 2010 |                  | 56e (1)             |                  |
| 2011 |                  |                     |                  |
| 2012 |                  | 48e (1)             |                  |
| 2013 |                  | 59e                 |                  |
| 2014 |                  |                     |                  |
| 2015 |                  | 52e                 |                  |
| 2016 |                  |                     |                  |

| Jaar | Ronde van Vlaanderen | Parijs-Roubaix | Luik-Bast.‑Luik | Ronde van Lombardije | Waalse Pijl | Parijs-Tours |  | WK op de weg |  | Wereldranglijsten |
| ---- | -------------------- | -------------- | --------------- | -------------------- | ----------- | ------------ |  | ------------ |  | ----------------- |
| 2000 |                      | opgave         |                 |                      |             |              |  |              |  |                   |
| 2001 |                      | opgave         |                 |                      |             | 138e         |  |              |  |                   |
| 2003 | opgave               | opgave         |                 |                      |             |              |  | opgave       |  |                   |
| 2003 |                      |                |                 |                      |             | opgave       |  |              |  |                   |
| 2004 |                      |                | opgave          |                      |             |              |  |              |  |                   |
| 2005 |                      |                |                 |                      |             |              |  |              |  |                   |
| 2006 |                      |                | 70e             |                      |             |              |  |              |  | 104e (UPT)        |
| 2007 |                      |                | 19e             |                      |             |              |  | 30e          |  | 226e (UPT)        |
| 2008 |                      |                |                 |                      |             |              |  |              |  | 15e (UPT)         |
| 2009 |                      |                | 36e             |                      | 30e         |              |  | 46e          |  | 51e (UWK)         |
| 2010 |                      |                | 120e            |                      | opgave      |              |  |              |  | 128e (UWK)        |
| 2011 |                      |                | 78e             | opgave               | 57e         |              |  |              |  |                   |
| 2012 |                      |                | 34e             | opgave               | 52e         |              |  |              |  | 130e (UWT)        |
| 2013 |                      |                | 35e             |                      |             |              |  |              |  |                   |
| 2014 |                      |                | 79e             |                      | opgave      |              |  |              |  |                   |
| 2015 |                      |                |                 |                      | 55e         |              |  |              |  |                   |
| 2016 |                      |                | 76e             |                      |             |              |  |              |  |                   |

## Olympische Spelen
- Wegrit mannen 2008: opgave

## Ploegen
- 1999- Crédit Agricole (stagiair)
- 2000- Crédit Agricole
- 2001- Crédit Agricole
- 2002- Crédit Agricole
- 2003- Crédit Agricole
- 2004- Crédit Agricole
- 2005- Bouygues Télécom
- 2006- Bouygues Télécom
- 2007- Bouygues Télécom
- 2008- Bouygues Télécom
- 2009- Bbox-Bouygues Télécom
- 2010- Bbox-Bouygues Télécom
- 2011- FDJ
- 2012- FDJ-BigMat
- 2013- FDJ
- 2014- FDJ.fr
- 2015- Bretagne-Séché Environnement
- 2016- Fortuneo-Vital Concept